# Belá-Dulice
Pour les articles homonymes, voir Bela (homonymie).
Belá - Dulice (hongrois : Bélagyulafalva) est un village de Slovaquie situé dans la région de Žilina.

## Histoire
La première mention écrite du village date de 1282.

## Démographie

### Évolution de la population
| Année:               | 1994. | 2004.   | 2014.   | 2024.   |
| -------------------- | ----- | ------- | ------- | ------- |
| Nombre de personnes: | 1223  | 1228    | 1264    | 1232    |
| Différence:          |       | +0,40 % | +2,93 % | -2,53 % |

| Année:               | 2023. | 2024.   |
| -------------------- | ----- | ------- |
| Nombre de personnes: | 1245  | 1232    |
| Différence:          |       | -1,04 % |